# Eriophora aurea
Eriophora aurea là một loài nhện trong họ Araneidae.
Loài này thuộc chi Eriophora. Eriophora aurea được Kendo Saito miêu tả năm 1934.